# Melty Love
「Melty Love」（メルティ・ラヴ）はSHAZNAのメジャー・デビューシングル。1997年8月27日発売。

## 概要
テレビ朝日系番組『所さんのこれアリなんじゃないの!?』のエンディングテーマとなり、オリコンシングルチャートで初登場5位、最高2位を記録した。88万枚を売り上げ、SHAZNAのシングルでは最大の売上を記録した。なお、プラネットシングルチャートでは週間1位を獲得している。
初回限定88888枚がパノラマジャケット仕様となり、特典としてメンバーのプリクラシールが付属された。
インディーズ時代から唄われている曲で、アルバムに収録されるたびにレコーディングかつリメイクされている。インディーズでは「Melty Case」「Promise Eve」、メジャーでは「GOLD SUN AND SILVER MOON」「1993 - 2000 OLDIES」にて収録されている。インディーズ時代からの変化は以下の通り。
- 「Melty Case」（1996年）収録・・・CD音源では最も古いバージョン。イントロはIZAMの「Melty Love…」という繰り返し、AOIのアルペジオから成る。後発のバージョンとは歌詞が所々違う。テンポはメジャーデビュー版以降のものに近い。

- 「Promise Eve」（1997年）収録・・・始まり方は前作とほぼ同じだが、テンポは最も遅めであり、女声コーラスもない他キーを一段下げてるため他のバージョンと比べるとシンプルな構成である。

- 1st シングルヴァージョン・・・イントロにドラムとシンセサイザーが加わった。前作よりキーが高くなり、ドラムの音も大きくスピード感がでている。また、歌詞の一部「～綺麗な～」（前作まで）が「～大きな～」に変更され、テンポも「Melty Case」版に近いものに戻った。

- 「GOLD SUN AND SILVER MOON」（1998年）収録・・・アルバムヴァージョンとして再レコーディングされた。出だしは幻想的なメロディーとエフェクトがかかった女性コーラスの「I Love You…」から始まる。そしてシングル版同様に展開していくが、ドラムに重みが出ている。さらにAOIのギターソロにアレンジが加わりメロディラインが変わっている。収録は次の曲「Romance」にすぐ続く形になっている。

- 「1993 - 2000 OLDIES」（2000年）収録・・・「Melty Love（New Version）」の名で収録されており、今までのなかで最もアップテンポ。さらにイントロ部分に長めのアレンジが加わった。IZAMの歌い方が変わり、キーも更に高くなった他にAOI、NIYのギター・ベースの音もそれぞれ大きくなった。また、曲のフェードアウト部分が前作までは静かに終わっていたが、本バージョンでは「Promise Eve」版のメロディーを激しくしたものになった。サビやブリッジ部分ではライブ版同様、女性コーラスが本格的になっている。後に「SINGLE BEST SHAZNA&IZAM」（2007年）にもデビューヴァージョンとともに収録された。

カップリング曲の「Raspberry Time」は、1996年に発売されたアルバム「Raspberry Time」に収録されている音源の再録音源。こちらも後に「1993 - 2000 OLDIES」にてニューバージョンとして再録された。

## カバー
- 美女♂men Vlossom[3] - 2010年
- BugLug[4] - 2011年
- デッカチャン - 2023年

## 収録曲
1. Melty Love
作詞:IZAM/作曲:A・O・I/編曲:坂井紀男、山口一久
2. Raspberry Time
作詞:IZAM/作曲:A・O・I
3. Melty Love(Non Vocal Version)
4. Raspberry Time(Non Vocal Version)